# Domenico Trevisan
Domenico Trevisan (Venezia, 1500 – Famagosta, 21 agosto 1561) è stato un politico e diplomatico italiano.

## Biografia
Non si conosce la precisa data di nascita, mentre l'anno si ricava da un documento dell'Avogaria di Comun dove si attesta che, il 23 novembre 1520, aveva già compiuto vent'anni. Era figlio dei patrizi Stefano di Domenico Trevisan e di Maria di Girolamo Zorzi; non sono noti eventuali fratelli o sorelle. La sua famiglia era allora una delle più ricche e prestigiose di Venezia: godeva infatti del giuspatronato dell'abbazia di San Tommaso dei Borgognoni e contava tra i suoi esponenti Tommaso Trevisan, procuratore di San Marco de ultra e prozio di Domenico.
Certamente dopo aver ricevuto un'adeguata formazione, estrasse la balla d'oro per l'entrata anticipata in politica (nel 1519, anche se il "bollettino" per parteciparvi fu presentato dalla madre in ritardo, essendo morto il padre). La prima carica fu quella di savio agli Ordini, assunta il 10 marzo 1520 e di nuovo il 9 marzo 1523.
L'8 luglio 1526 contrasse matrimonio con Marina di Francesco Foscari, del ramo di "San Pantalon". Dall'unione nacquero almeno sei figli: Girolamo, che fu vescovo di Verona; Agostino, che interruppe la carriera politica per farsi gesuita; Francesco, anch'egli coinvolto nella vita pubblica; Lucrezia, sposata a Giovanni di Costantino Molin; Maria Illuminata, francescana a Santa Maria Maggiore; Serafica, benedettina alla Santa Croce.
Il 25 luglio 1531 riprese il suo cursus honorum come membro della Quarantia criminale. Successivamente fu auditor vecchio (1532) e provveditore sopra i Banchi 1537. L'11 febbraio 1542 fu nominato savio di Terraferma e, conseguentemente, entrò in Senato il 30 settembre successivo. Negli anni successivi alternò ancora la carica di senatore (sette volte, di cui due da senatore ordinario) a quella di savio di Terraferma (undici volte), con l'aggiunta, nel 1550, di un mandato da censore e un altro da officiale sopra gli atti.
Il 19 aprile 1552 fu nominato dal Senato bailo di Costantinopoli, in sostituzione di Bernardo Navagero, e giunse a Pera il 6 ottobre successivo. Durante questo periodo dovette mantenere la pace tra la Serenissima e Solimano il Magnifico, senza rovinare le relazioni con Carlo V del Sacro Romano Impero, e fu impegnato nella difesa dei commercianti veneziani contro le incursioni dei corsari barbareschi; riuscì inoltre a reperire i rifornimenti di grano chiesti dal Senato. Tornò a Venezia nell'autunno del 1554, venendo sostituito da Antonio Erizzo.
Il periodo successivo lo vide nuovamente impegnato nelle magistrature veneziane, con ruoli di grande prestigio: fu nella Zonta del Consiglio dei Dieci nel 1555 e tansador nello stesso anno. L'anno successivo fu provveditore al Sal, il 1º agosto 1557 di nuovo nella Zonta e, il 6 ottobre successivo ottenne il saviato alla mercanzia. Il 29 marzo 1558 fu nominato savio del Consiglio, cui seguì, l'8 ottobre seguente, la carica di provveditore all'Arsenale.
Nonostante l'età piuttosto avanzata, le competenze accumulate negli anni lo portarono ad essere eletto capitano di Famagosta il 21 dicembre 1558. Il 21 luglio 1559, poco prima di salpare per Cipro, stilò il proprio testamento, annotando come stesse partendo contro la sua «volontà», e «con l'animo travagliato per molti rispetti et cause». Giunto sull'isola, lavorò alla ricostruzione delle fortificazioni della città e fu impegnato anche nel restauro della chiesa di San Domenico nello stesso castello. Morì a Famagosta prima di terminare il mandato, nel 1561.